# Zgornja Ročica
Zgornja Ročica je naselje v Občini Sveta Ana.